# Ali ibn Chouab al-Tiflisi
Ali ibn Chouab al-Tiflisi est un dirigeant arabe de l'Émirat de Tbilissi, un État musulman de Géorgie, qui règne de 829 à 833. Membre de la dynastie des Chouabides, il est directement dépendant de la province abbasside d'Arménie, étant nommé pour remplacer un émir rebel. Son court règne est marqué par la continuation du conflit contre la Géorgie orthodoxe.

## Biographie
Ali ibn Chouab est un membre de la dynastie des Chouabides, une famille arabe puissante résidant à Tbilissi depuis l'invasion arabe des années 730. Il est possible qu'il soit le fils de Saïd ibn al-Khayyam ibn-Chouib, un commandant militaire arabe qui mène des expéditions dans le Kartli vers la fin du VIIIe siècle, et le frère cadet d'Ismaïl ibn Chouab, le premier émir connu de Tbilissi.
En 829, il est nommé émir al-Tiflisi, dirigeant l'administration arabe au cœur des territoires géorgiens, par Khalid ibn Yazid al-Chaïbani, gouverneur abbasside de l'Arménie, qui dépose l'émir rebel Mohammed bin Atab et restaure ainsi la dynastie des Chouabides.
Dirigeant les forces arabes de Géorgie, il rebauche les ambitions de reconquête d'Achot Ier Bagration, Curopalate d'Ibérie. Ce dernier est assassiné en janvier 830 sous ordre du gouverneur arabe d'Arménie, tandis qu'Ali parvient à rejeter l'avancée de son successeur Bagrat Ier et l'oblige à payer tribut à l'émirat. Son contrôle reste toutefois éphémère et il est remplacé par son neveu Ishaq en 833.